# The Edge of Seventeen
The Edge of Seventeen is een Amerikaanse film uit 2016, geschreven en geregisseerd door Kelly Fremon Craig. De film ging op 18 september in première op het internationaal filmfestival van Toronto.

## Verhaal
De zeventienjarige Nadine Franklin (Hailee Steinfeld) stapt binnen in de klas van haar geschiedenisleraar Mr. Bruner en vertelt hem dat ze zelfmoord gaat plegen. Nadine woont samen met haar broer en moeder en ze is depressief nadat haar vader vier jaar geleden overleed. Haar oudere broer heeft een relatie met haar beste vriendin en ze voelt zich eenzaam tot ze een jongen tegenkomt waarmee ze goed bevriend geraakt. 

## Rolverdeling
| Acteur              | Personage       |
| ------------------- | --------------- |
| Hailee Steinfeld    | Nadine Franklin |
| Woody Harrelson     | Mr. Bruner      |
| Haley Lu Richardson | Krista          |
| Blake Jenner        | Darian          |
| Kyra Sedgwick       | Mona            |
| Hayden Szeto        | Erwin Kim       |

## Productie
De filmopnamen gingen van start op 21 oktober 2015 in Vancouver, Canada en eindigden op 3 december 2015. De film kreeg overwegend positieve kritieken van de filmcritici met een score van 95% op Rotten Tomatoes.

## Prijzen en nominaties
De belangrijkste:
| Jaar | Prijs                 | Categorie                                      | Genomineerde(n)    | Uitslag     |
| ---- | --------------------- | ---------------------------------------------- | ------------------ | ----------- |
| 2017 | Golden Globes         | Beste actrice in een komische of muzikale film | Hailee Steinfeld   | Genomineerd |
| 2016 | Critics' Choice Award | Beste jonge acteur/actrice                     | Hailee Steinfeld   | Genomineerd |
| 2016 | Critics' Choice Award | Beste actrice in een komedie                   | Hailee Steinfeld   | Genomineerd |
| 2016 | Critics' Choice Award | Beste komedie                                  | Kelly Fremon Craig | Genomineerd |